# Probolosternus brevistrius
Probolosternus brevistrius är en skalbaggsart som beskrevs av Lewis 1907. Probolosternus brevistrius ingår i släktet Probolosternus och familjen stumpbaggar. Inga underarter finns listade i Catalogue of Life.